# G50-es gyorsított személyvonat
A G50-es gyorsított személyvonat egy budapesti elővárosi vonat Budapest-Nyugati pályaudvar és Szolnok között. A vonatok csúcsidőben segítik az S50-es és Z50-es személyvonatokat. Budapest felé munkanapokon reggel kétszer indul. Vonatszámuk négyjegyű (2659, 2679). A járatokat Bhv és Bmx kocsis mozdonyos vonatok teljesítik.

## Története
Az első G50-es gyorsított személyvonatot 2016. december 12-én indították el.
A 100a vasútvonal pályafelújítása miatt 2021. április 6-ától június 18-áig a vonat délutánonként óránként közlekedett Szolnok felé, illetve két késői vonat Ceglédig. Reggelente viszont nem közlekedett.
2022/2023-as menetrendváltástól megszűnt a Szolnokra közlekedő járat. 2023. április 3-ától a vonat Monorierdő helyett Vecsésen áll meg.

## Útvonala
| Az átszállási kapcsolatok között az azonos útvonalon, de sűrűbb megállási renddel közlekedő S50 -es személy-, illetve a Z50 -es zónázóvonat nincs feltüntetve! |                                    | |
| Perc (↓) | Állomás                            | Átszállási kapcsolatok |
| 0 | Szolnok induló végállomás          | |
| 11 | Abony                              | 535 sebesvonat, expresszvonat |
| 26 | Cegléd                             | 520, 521, 522, 525, 526, 528, 531, 535, 537, 539, 540, 541, 542, 550, 552, 553, 555, 556, 558, 559, 560, 561, 562, 564, 565, 566 1348, 1362, 1376 S20 , IC, sebesvonat, expresszvonat    |
| 38 | Albertirsa                         | 564, 565, 567, 568, 569, 570 S20 |
| 44 | Pilis                              | 590, 591, 595 S20 |
| 50 | Monor                              | 513, 514, 515, 516, 517, 518, 585, 586, 587, 590, 591, 595 S20 |
| 59 | Vecsés                             | 576, 577, 578 Helyi busz S20 |
| 66 | Kőbánya-Kispest                    | 68, 85, 85E, 93, 93A, 98, 98E, 132E, 136, 148, 151, 182, 182A, 184, 193E, 200E, 202E, 268, 282E, 284E 575, 576, 577, 578, 580, 581 S20 , S21 , S36 , G43 , IC, sebesvonat, expresszvonat |
| 69 | Kőbánya alsó                       | 9, 95, 117, 151, 162, 185, 195, 217, 217E, 262 3, 28, 28A, 62, 62A 73 S20 , S21 |
| 74 | Zugló                              | 5, 7, 7E, 8E, 108E, 110, 112, 133E 1, 1A 72 S20 , S21 , IC, sebesvonat |
| 80 | Budapest-Nyugati érkező végállomás | M14 9, 26, 91, 191, 291 4, 6 72, 73 S20 , S21 , S70 , G70 , Z70 , S71 , G71 , S72 , Z72 , IC, EC, EN, sebesvonat                                                                         |